# Phthonoloba violacea
Phthonoloba violacea är en fjärilsart som beskrevs av W. Warren 1906. Phthonoloba violacea ingår i släktet Phthonoloba och familjen mätare. Inga underarter finns listade i Catalogue of Life.